# Beilrode
Beilrode är en ort och kommun (tyska: Gemeinde) i Tyskland, belägen i Landkreis Nordsachsen i förbundslandet Sachsen, vid floden Elbe, omkring 60 km öster om Leipzig. Kommunen har cirka 4 000 invånare.
Kommunen ingår i förvaltningsområdet Beilrode tillsammans med kommunen Arzberg.  Närmaste stad är Torgau, 5 km västerut.  Kommunen gränsar i öster till förbundslandet Brandenburg.

## Kända ortsbor
- Johanna Wanka (född 1951), kristdemokratisk politiker och utbildningsminister.